# ياسوشي ميدزساكي
ياسوشي ميدْزُساكي (باليابانية: 水崎 靖) (13 يونيو 1971 في شيزوكا في اليابان – )؛ هو لاعب كرة قدم ياباني سابق كان يلعب كلاعب وسط.

## وصلات خارجية
- ياسوشي ميدزساكي على موقع رابطة كرة القدم اليابانية للمحترفين (اليابانية)
- ياسوشي ميدزساكي على موقع عالم كرة القدم.نت (الإنجليزية)